# Bobby Berk
Bobby James Berk (nacido el 25 de agosto de 1981) es un diseñador de interiores estadounidense y presentador de televisión. Actualmente protagoniza la serie de Netflix Queer Eye, como experto en diseño de interiores.

## Primeros años
Berk nació en Houston, Texas, y creció en Mount Vernon, Misuri, en medio de la región agrícola Amish. Él es adoptado. 
Berk dice que haber sido gay en la zona llamada el Cinturón de la Biblia, y haber asistido a una iglesia de las Asambleas de Dios durante su infancia fue algo muy difícil, y que tuvo que crecer enfrentándose, tanto a la homofobia interna y como a la externa.
Berk tuvo que abandonar su casa a la edad de 15 años, refugiándose en Springfield, Misuri, a veces viviendo incluso en la calle. Cuando los tiempos mejoraron, después de conseguir trabajo en la sucursal de la cadena de restaurantes Applebee's en Branson, Berk comenzó a dormir en su automóvil después de trabajar doble turno, cuatro días seguidos cada semana, luego conducía de regreso a Springfield, para tratar de encontrar un lugar donde dormir. Justo antes de cumplir 18 años, se mudó a Denver, Colorado, donde consiguió un puesto en Bombay Company .

## Carrera
Berk se mudó a la ciudad de Nueva York en 2003, con solo 100 dólares en el bolsillo. Encontró empleo en Restoration Hardware y Bed, Bath and Beyond, antes de cambiarse a Portico, una empresa de muebles para el hogar de alta gama. Sin diploma de escuela secundaria o entrenamiento formal, trabajó allí hasta ser director creativo.
Después de que Portico cerrara sus puertas en 2006, Berk lanzó su tienda en línea, Bobby Berk Home, ese mismo año 2006, abriendo su primera tienda en SoHo, Manhattan, un año después. Y le siguieron Midtown Miami, Florida en 2010, así como Midtown Atlanta, Georgia. Más tarde lanzó Bobby Berk Interiors + Design, especializado en servicios de diseño de interiores, cuya sede se encuentra en el centro de Los Ángeles. Ha aparecido en cadenas de televisión como HGTV, NBC, CBS y Bravo.
Ha sido el experto en diseño de la serie de Netflix, Queer Eye, desde 2018..
Berk apareció en el video musical "You Need to Calm Down" de Taylor Swift.
Berk actualmente tiene su propia línea de papel tapiz, muebles y arte. También dirige un negocio de diseño de interiores de servicio completo.

## Vida personal
Berk actualmente vive en Los Ángeles, California con su esposo, Dewey Do.

## Filmografía
| Año              | Título           | Función       | Apuntes                           |
| ---------------- | ---------------- | ------------- | --------------------------------- |
| 2018 al presente | Queer Eye (2018) | como sí mismo | Protagonista, 24 episodios        |
| 2018             | Nailed It!       | como sí mismo | Episodio: 3, 2, 1...Ya Not Done!! |
| 2019             | Lip Sync Battle  | como sí mismo | Temporada 5, episodio 1           |

### Vídeos musicales
| Año  | Canción                            | Artista                             |
| ---- | ---------------------------------- | ----------------------------------- |
| 2018 | "This is me (The reimagined remix) | Keala Settle, Kesha & Missy Elliott |
| 2019 | "You need to calm down"            | Taylor Swift                        |